# Virtue (The Voidz)
Virtue è il secondo album in studio del gruppo musicale statunitense The Voidz pubblicato il 30 marzo 2018 su etichetta Cult Records e RCA. È il primo album della band dopo aver abbreviato il nome da Julian Casablancas + The Voidz a The Voidz.

## Produzione, promozione e distribuzione
Il 7 ottobre 2017 i The Voidz hanno suonato per la prima volta i brani: Wink, ALieNNatioN, We're Where We Were, My Friend the Walls e Lazy Boy dall'album Virtue durante un secret show (spettacolo segreto, annunciato come "YouTube Comments", una presunta tribute band The Voidz) a Los Angeles. La traccia Wink è stata presentata nel talk show brasiliano The Noite durante un tour in Sud America nello stesso mese.
«Il nostro obiettivo era quello di realizzare un disco che potesse piacere a un pubblico più ampio tanto quanto noi abbiamo apprezzato il primo album, Tyranny. Ancora un turbinio di stili diversi, ma penso che questo potrebbe essere il disco più eclettico di cui abbia mai fatto parte. C'è una canzone per tutti. - afferma Julian Casablancas
»
L'8 dicembre 2017 la band ha pubblicato un video teaser diretto da Warren Fu, annunciando l'album, la semplificazione del loro nome in The Voidz e anche la firma con la RCA. Il video presenta frammenti delle canzoni Pointlessness e Pyramid of Bones. Inoltre è stata inserita la canzone "The World Is Waiting for the Sunrise" di Les Paul e Mary Ford del 1953 la si può ascoltare dal minuto 1:11 del video su Youtube  
Il primo singolo dell'album, Leave It in My Dreams, è stato pubblicato il 23 gennaio 2018, seguito da un secondo singolo, QYURRYUS, il giorno successivo. Pointlessness, All Wordz Are Made Up e ALieNNatioN sono stati poi pubblicati successivamente, mentre il video musicale di Pyramid of Bones è stato rilasciato il 29 marzo 2018.
L'artwork dell'album presenta un dipinto del 2015 dell'artista argentino-spagnolo Felipe Pantone. Il brano Think Before You Drink è una cover acustica e un riarrangiamento di una canzone disco del 1978 del musicista Michael Cassidy. La band è stata ispirata da una cover della canzone eseguita da Hansadutta Swami.

## Tracce
1. Leave It in My Dreams – 3:59
2. QYURRYUS – 2:52
3. Pyramid of Bones – 4:28
4. Permanent High School – 4:13
5. ALieNNatioN – 4:39
6. One of the Ones – 2:38
7. All Wordz Are Made Up" (outro-bridge co-written by Jon Pancoast) – 3:19
8. Think Before You Drink" (Jeffrey Armstrong, Michael Cassidy) – 2:46
9. Wink – 4:00
10. My Friend the Walls – 4:03
11. Pink Ocean – 5:26
12. Black Hole – 3:15
13. Lazy Boy – 3:30
14. We're Where We Were – 3:46
15. Pointlessness – 5:15

Durata totale: 58:09
Japanese bonus track: 16. Coul as a Ghoul Durata 2:41 - Totale durata 60:57

## Formazione

### The Voidz
- Julian Casablancas – voce solista, vocoder, campionatore, chitarra
- Jeramy "Beardo" Gritter – chitarra, tastiere
- Amir Yaghmai – chitarra, tastiere
- Jacob "Jake" Bercovici – basso, tastiere
- Alex Carapetis – batteria, percussioni, basso
- Jeff Kite – tastiere

### Tecnici
- Shawn Everett - production (tracks 1-7, 9-15), mixing (all tracks)
- Chris Tabron - production (track 8), additional production (5, 13)
- Ben Baptie – mastering
- Andy Wallace – mixing
- Alana da Fonseca – additional production (tracks 1–7, 9–15)

### Effettivi visivi
- Felipe Pantone – cover art
- Michael Molfetas – design
- Sarah Schmitt – design
- Cheryl Georgette – photography
- Frank Fu – photography